# 김광수 (교수)
김광수(1954년 5월 18일~ )는 세계 신경생물학과 줄기세포 분야의 대표적인 과학자로 코넬대학과 테네시대학 교수직을 거쳤으며 현 하버드 의대 교수이다.
김교수는 연구 초기(코넬대학 시절) 중뇌 도파민 신경세포(midbrain dopamine neuron)의 발생, 발달 및 유지에 관여하는 유전자 발현 조절에 관한 분자생물학적 연구를 주로 수행하였다. 근래에 와서는 줄기세포를 이용하여 중뇌도파민신경세포의 퇴행에 의해 발생하는 파킨슨병 등 뇌신경 퇴행성 질환을 치료하기 위한 연구를 수행하고 있다. 이것은 구체적으로 배아줄기세포(embryonic stem cells) 또는 역분화줄기세포(induced pluripotent stem cells)로부터 중뇌도파민신경세포로 분화유도하여 세포이식함으로써, 파킨슨병 치료를 돕는 연구이며 이러한 연구는 세계 최초로 유전자없이 단백만으로 인간 역분화줄기세포를 구축하여 줄기세포 자가이식(autologus transplantation)의 가능성을 더욱 근접케 하였다.

## 경력
- 1983년 - 1989년  MIT 박사 후 연구원
- 1989년 - 1994년  코넬대 의대 조교수- 신경학, 신경과학
- 1992년 - 1994년  코넬대 의대 분자신경학 연구소 책임자(Chief)
- 1994년 - 1998년  테네시대 의대 부교수 및 운동 장애 연구소 대표(Director)
- 1998년 - 2010년  하버드대 의대 부교수 및 분자신경생물연구실 소장
- 2004년 - 2010년  하버드대 의대 줄기세포연구소 부교수
- 2005년 -         Stem Cells 편집위원
- 2006년 - 2012년  포천중문의대 석좌교수 및 차병원 줄기세포연구소 공동연구소장
- 2009년 -         한국생명공학연구원 초빙연구원 겸 뇌신경연구센터 센터장
- 2010년 -          Recent Patents on Regenerative Medine 편집위원
- 2011년 -         하버드대 의대 / 맥린병원 교수 - 정신의학, 신경과학 프로그램
- 2011년 -         하버드대 의대 줄기세포연구소 교수